# Mistrzostwa Afryki U-19 w Piłce Ręcznej Kobiet 2004
Mistrzostwa Afryki U-19 w Piłce Ręcznej Kobiet 2004 – trzynaste mistrzostwa Afryki U-19 w piłce ręcznej kobiet, oficjalny międzynarodowy turniej piłki ręcznej o randze mistrzostw kontynentu organizowany przez CAHB mający na celu wyłonienie najlepszej złożonej z zawodników do lat dziewiętnastu żeńskiej reprezentacji narodowej w Afryce. Odbył się wraz z mistrzostwami U-20 mężczyzn w dniach 9–13 października 2004 roku w Abidżanie. Tytułu zdobytego w 2002 roku broniła reprezentacja Konga. Mistrzostwa były jednocześnie eliminacjami do MŚ 2005.

## Faza grupowa
| 9 października 2004 | Angola U-19 | 27:25(11:12) | Tunezja U-19 | Abidżan |
| 9 października 2004 |             | 27:25(11:12) |              | Abidżan |

| 10 października 2004 | Angola U-19 | 32:30 | Kongo U-19 | Abidżan |
| 10 października 2004 |             | 32:30 |            | Abidżan |

| 10 października 2004 | Tunezja U-19 | 32:22 | Wybrzeże Kości Słoniowej U-19 | Abidżan |
| 10 października 2004 |              | 32:22 |                               | Abidżan |

| 11 października 2004 | Tunezja U-19 |  | Kongo U-19 | Abidżan |
| 11 października 2004 |              |  |            | Abidżan |

| 12 października 2004 | Angola U-19 | 39:22(21:11) | Wybrzeże Kości Słoniowej U-19 | Abidżan |
| 12 października 2004 |             | 39:22(21:11) |                               | Abidżan |

| 13 października 2004 | Kongo U-19 |  | Wybrzeże Kości Słoniowej U-19 | Abidżan |
| 13 października 2004 |            |  |                               | Abidżan |

## Klasyfikacja końcowa
| Miejsce | Reprezentacja                 | Uwagi          |
| ------- | ----------------------------- | -------------- |
| złoto   | Angola U-19                   | awans: MŚ 2005 |
| srebro  | Tunezja U-19                  | awans: MŚ 2005 |
| brąz    | Kongo U-19                    | –              |
| 4       | Wybrzeże Kości Słoniowej U-19 | –              |